# تشی‌ریختان
تشی‌ریختان یا تشی‌سانیان (نام علمی: Hystricomorpha) نام یک زیرراسته از راسته جوندگان است. تشی و تشی هندی از این گروهند.